# Логи
Логи (на старонорвежки: Logi, в превод „огън“) е великан в скандинавската митология, един от синовете на Форньот и брат на Егир и Кари. Властелин на огъня.
В скандинавските саги обаче той е един от древните конунги на Норвегия, женен за кралица Гльод, която фигурира в „Сага за Торнстейн, синът на Викингите“ („Þorsteins saga Víkingssonar“) от VII в. Логи и Гльод имат две дъщери, Ейса и Еймиря.